# Lise Mackie
Lise Maree Mackie (* 10. August 1975 in Te Kūiti, Neuseeland) ist eine ehemalige australische Schwimmerin. Sie gewann bei Olympischen Spielen eine Bronzemedaille.

## Sportliche Karriere
Bei den Pan Pacific Championships 1991 in Edmonton erschwamm Lise Mackie eine Silbermedaille mit der 4-mal-100-Meter-Lagenstaffel und eine Bronzemedaille mit der 4-mal-100-Meter-Freistilstaffel. Im Jahr darauf bei den olympischen Schwimmwettbewerben 1992 in Barcelona verfehlte die australische 4-mal-100-Meter-Freistilstaffel mit Angela Mullens, Lise Mackie, Nicole Stevenson und Lisa Curry-Kenny als neuntschnellste Staffel der Vorläufe die Endlaufteilnahme um 0,36 Sekunden.
Vier Jahre später bei den Olympischen Spielen 1996 in Atlanta erreichte die 4-mal-100-Meter-Freistilstaffel in der Besetzung Anna Windsor, Sarah Ryan, Lise Mackie und Julia Greville den Endlauf mit der achtschnellsten Zeit. Im Finale schwammen Sarah Ryan, Julia Greville, Lise Mackie und Susie O’Neill auf den sechsten Platz, hatten im Ziel aber fast vier Sekunden Rückstand auf die Bronzemedaille. Die 4-mal-200-Meter-Freistilstaffel schwamm im Vorlauf mit Julia Greville, Lisa Mackie, Emma Johnson und Susie O’Neill die drittbeste Zeit hinter den Staffeln aus den Vereinigten Staaten und aus Deutschland. Im Finale waren Julia Greville, Nicole Stevenson, Emma Johnson und Susie O’Neill fast vier Sekunden schneller als die Vorlaufstaffel und schlugen als Dritte an. Alle fünf beteiligten Schwimmerinnen erhielten eine Bronzemedaille. 1997 nahm Mackie an den Kurzbahnweltmeisterschaften in Göteborg teil. Sie belegte den fünften Platz mit der 4-mal-100-Meter-Freistilstaffel und gewann Bronze mit der 4-mal-200-Meter-Staffel.
Die in Neuseeland geborene Lise Mackie schwamm für den Commercial Swimming Club in Brisbane.